# L'Aube Nouvelle
 L'Aube Nouvelle (Gryningen av en ny dag) är Benins nationalsång. Den är skriven och komponerad av Gilbert Jean Dagnon och antogs vid självständigheten 1960.

## Låttext
| På franska |  | På svenska |
| --- |  | --- |
| Jadis à son appel, nos aïeux sans faiblesse Ont su avec courage, ardeur, pleins d'allégresse Livrer au prix du sang des combats éclatants. Accourez vous aussi, bâtisseurs du présent, Plus forts dans l'unité, chaqu'jour à la tâche, Pour la postérité, construisez sans relâche. Refrain:Enfants du Bénin, debout ! La liberté d'un cri sonore Chante aux premiers feux de l'aurore; Enfants du Bénin, debout ! Quand partout souffle un vent de colère et de haine. Béninois, sois fier, et d'une âme sereine, Confiant dans l'avenir, regarde ton drapeau ! Dans le vert tu liras l'espor du renouveau, De tes aïeux le rouge évoque le courage; Des plus riches trésors le jaune est le présage. Refrain Tes monts ensoleillés, tes palmiers, ta verdure, Cher Bénin, partout font ta vive parure. Ton sol offre à chacun la richesse des fruits. Bénin, désormais que tes fils tous unis D'un fraternel élan partagent l'espérance De te voir à jamais heureux dans l'abondance. Refrain |  | Tidigare, vid hennes kallelse, våra förfäder Visste hur man deltog i stora strider Med kraft, kurage, iver, och full av glädje, men till priset av blod. Byggare av nutiden, ni med, gå med i våra styrkor Varje dag för uppgiften att stärka enigheten. Bygg utan upphörande för eftertiden. Refräng: Barnen av Benin, res er upp! Det rungande ropet av frihet Hörs vid gryningens första solsken Barnen av Benin, res er upp! När överallt blåser en vind av ilska och hat: Medborgare av Benin, var stolta och i en lugn anda Lita på framtiden, beskåda flagga! Det gröna symboliserar hopp om våren; Det röda symboliserar modet av dina förfäder Det gula symboliserar en framtid av rikedom Refräng Älskade Benin, dina soliga berg, palmträd och gröna betesmarker Visa ditt sken överallt Din jord erbjuder alla de rikaste frukterna Benin, från och med nu är dina söner förenade Med en broderlig ande som delar hoppet om att träffa dig Njut av överflöd och lycka för evigt. Refräng |